# Anthony Grey (11e comte de Kent)
Anthony Grey (1645 – 19 août 1702) est Comte de Kent de 1651 à sa mort.

## Biographie
Il est le seul fils de Henry Grey (10e comte de Kent), et de sa seconde épouse Amabel Benn, fille d'Anthony Benn, Enregistreur de Londres. Sa sœur Elizabeth Grey épouse Banastre Maynard (3e baron Maynard).
Antoine épouse Marie Lucas baronne Lucas de Crudwell (en), seul enfant survivant de Jean Lucas, 1er baron Lucas, de Shenfield, et Anne Nevill. Anne est une fille de Sir Christopher Nevill et Marie Darcy.
Ils ont deux enfants:
- Henry Grey (1er duc de Kent) (1671-1740)
- Amabel Grey.

## Sources
- La Pairie Complète